# 4110 Кітс
4110 Кітс (4110 Keats) — астероїд головного поясу, відкритий 13 лютого 1977 року.
Тіссеранів параметр щодо Юпітера — 3,212.